# Középkor
A középkor az európai történelem hármas történelmi korfelosztásában a középső korszakot jelenti: az ókor után következő, az újkor kezdetéig tartó időszakot. A fogalom 1442-ben kezdett kikristályosodni a humanista Leonardo Bruni Historiarum Florentini populi libri XII című sorozatában, majd media tempestas néven, 1469-ben jelent meg először Giovanni Andrea dei Bussi pápai követ Nicolaus Cusanushoz írt levelében. A mai hármas tagolást (ókor, középkor, újkor) Cristophorus Cellarius használta először, szerinte a medium aevum 313-ban a milánói ediktummal, azaz a kereszténység elismerésével kezdődött, és 1453-ban, Konstantinápoly bevételével ért véget. Utóbb a kezdetét sokáig egyértelműen a Nyugatrómai Birodalom „bukásától” (476) számították. A középkor végének időpontját Amerika felfedezéséhez (1492), illetve a reformáció 1517-es kezdetéhez kötötték. Az egyes nemzetek történetírói gyakran saját történelmük korszakhatárához igazították a középkor végét, így például az angoloknál előfordul, hogy a bosworthi csata dátumától (1485) számítják az újkor kezdetét, míg a magyar történetírás a mohácsi csatavesztésnél (1526) jelöli ki a határt. A középkort a feudalizmussal azonosító marxista történetírás az angol polgári forradalmat (1640) tekinti a középkor lezárásának.

## Mikor kezdődött a középkor?

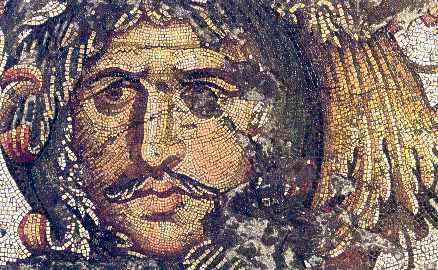
A konstantinápolyi Nagy Palota egyik padlómozaikja egy gót királyt ábrázol

A humanisták számára a Nyugatrómai Birodalom széthullása (476) és a saját koruk között eltelt ezer év a sötétség és a kulturális hanyatlás időszaka volt. A középkor minden szempontból negatív minősítést azonban csak a 18. században, a felvilágosodás idején kapott.
A középkor Európa történelmére és tágabb értelemben a vele szomszédos bizánci és arab világra, vagyis a mediterrán területekre (Kis-Ázsia, Közel-Kelet és Észak-Afrika) vonatkozó korszak.
Dél-Ázsia (például India) és Kelet-Ázsia (például Kína és Japán) Európától és a mediterrán térségtől elszigetelten fejlődött. A keleti civilizációk ebben a korban nem omlottak össze, mint a római civilizáció, sőt folyamatosan virágoztak és fejlődtek, így az ókor és egy köztes, középső korszak, a középkor szétválasztásának sincs értelme a történelmükben. Az ázsiai történészek éppen ezért másfajta korszakbeosztást használnak. Ugyancsak nem beszélhetünk az európai történelem szerinti középkorról a többi földrész, így Afrika nagyobb része (Fekete-Afrika), Amerika, Ausztrália és Óceánia esetében sem.

## Korai középkor (5–10. század)
Főbb események:
- Nagy népvándorlás
- Nyugatrómai Birodalom bukása
- A kereszténység megerősödése, terjedése
- A pápai állam létrejötte
- Korai feudalizmus
- Az iszlám felemelkedése és hódításai, az arab birodalom létrejötte
- Frank Birodalom, Karoling-házi uralkodók
- Viking (normann) hódítások
- A szláv népek letelepedése, államalapításai
- Bizánci Birodalom virágzásának kezdete
- Kijevi Rusz kezdete
- Magyar honfoglalás és kalandozások

### Anépvándorlás

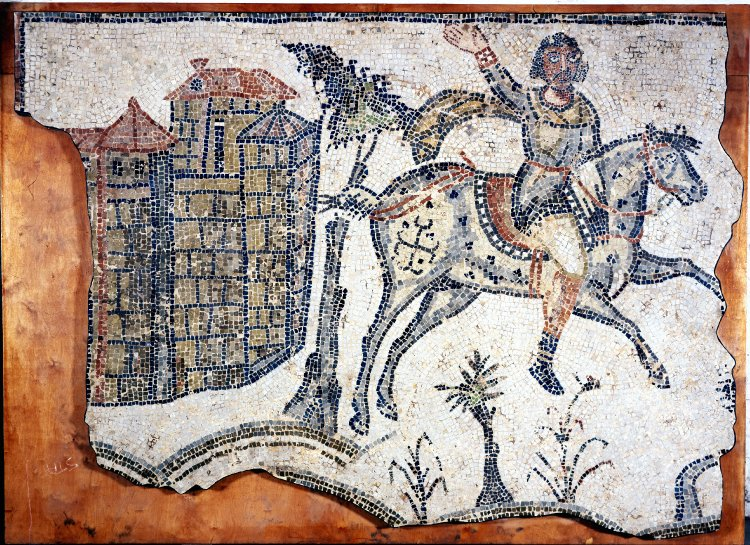
Karthágói mozaik, vandál lovas (5-6. század)

A Nyugatrómai Birodalom széthullását követően annak egykori területén a Kelet-Európa és Észak-Európa felől érkező népek egymás után telepedtek le. A 19–20. század felfogása szerint a népvándorlás a civilizáció és barbarizmus harca volt, André Piganiol francia történész például egyenesen úgy fogalmazott, hogy „a Római Birodalom nem természetes halállal múlt ki, hanem meggyilkolták”. Ezt az elméletet a történészek ma már meghaladottnak tartják, és a népvándorlásban részt vevő népek között megkülönböztetik a nomádokat (hunok, avarok, magyarok) illetve a letelepedetteket (gótok, frankok, vandálok stb.).
A népvándorlás „jövevényeinek” száma lényegesen alacsonyabb volt a helyben lakókhoz képest, akik több-kevesebb idő elteltével beolvasztották őket. Ugyanakkor a bizánci csapatok által 542 körül behozott pestis és lepra átrendezte a népesség struktúráját: mivel a járványok elsősorban a tengeri útvonalak mentén pusztítottak, a germánokat, baszkokat és bretonokat kevésbé sújtotta.
A behatoló germánok nem az államalapítás szándékával érkeztek, csupán letelepedést kerestek a már létező birodalomban. A rómaiaktól földbirtokot és szövetségesi (foederati) jogállást kaptak, ami lehetővé tette a romanizálódásukat. A kereszténység felvétele még inkább megkönnyítette a befogadókhoz való közeledést. (Az egyik legkorábbi nem latin bibliafordítást Wulfila gót püspök készítette 350 körül.)
A népvándorlás korát a 9. században Kelet-Európa felől a magyar honfoglalás, míg Észak-Európa felől a viking népcsoportok hadjáratai és letelepülése zárta le.
Noha az egykori Római Birodalom letelepült népeit nem mindenhol tizedelték meg, az újonnan érkezett népek merőben új felfogás alapján értelmezték a társadalom, ezzel együtt a jog, a kultúra, a vallás, a magántulajdon fogalmát. A kiépült társadalmi kapcsolatok és a gazdasági infrastruktúra jelentős károsodást szenvedett, amikor a helyi uralkodók helyi szabályait vezették be.
A visszaesés gyakran gyors volt és megrázó. Az utazás és az áruszállítás már csekély távolság esetén is veszélyessé vált. Ez egyúttal az exportra készített áruk előállításának és kereskedelmének összeomlását is okozta. A 7-8. században az arabok elfoglalták Levantét, Észak-Afrikát, az Ibériai-félszigetet, Szicíliát és a Földközi-tenger szigeteit. Ezzel megszűnt az európai tengeri kereskedelem nagy része. A közigazgatási, oktatási és katonai infrastruktúra tönkrement, általánossá vált a műveletlenség a vezetők körében.
A normannokat 911-ben sikerült nagyjából a Szajna völgyébe, azaz Normandiába visszaszorítani, a magyarok 955, az augsburgi csata után nem indítottak nyugati hadjáratot, az arabok hadjáratai is visszaszorultak párhuzamosan azzal, ahogy csökkent a Földközi-tenger gazdasági jelentősége. Sok történész ezért a korszak, a korai középkor végét inkább 950-ben határozza meg.
A népvándorlás kora szempontjából egyes történészek ma is tarthatónak tekintik a „sötét középkor” megnevezést, mivel a római kor fejlett írásbelisége gyakorlatilag megszűnt, és az írott források hiánya miatt az ezekre az évszázadokra vonatkozó ismereteink homályosak. Ez is hozzájárult az 1990-es években nagy szenzációt kiváltó kitalált középkor-elmélet születéséhez, amely szerint a 6–9. század közötti időszakot utólag illesztették be Európa történelmébe.

### Kereszténység a korai középkorban

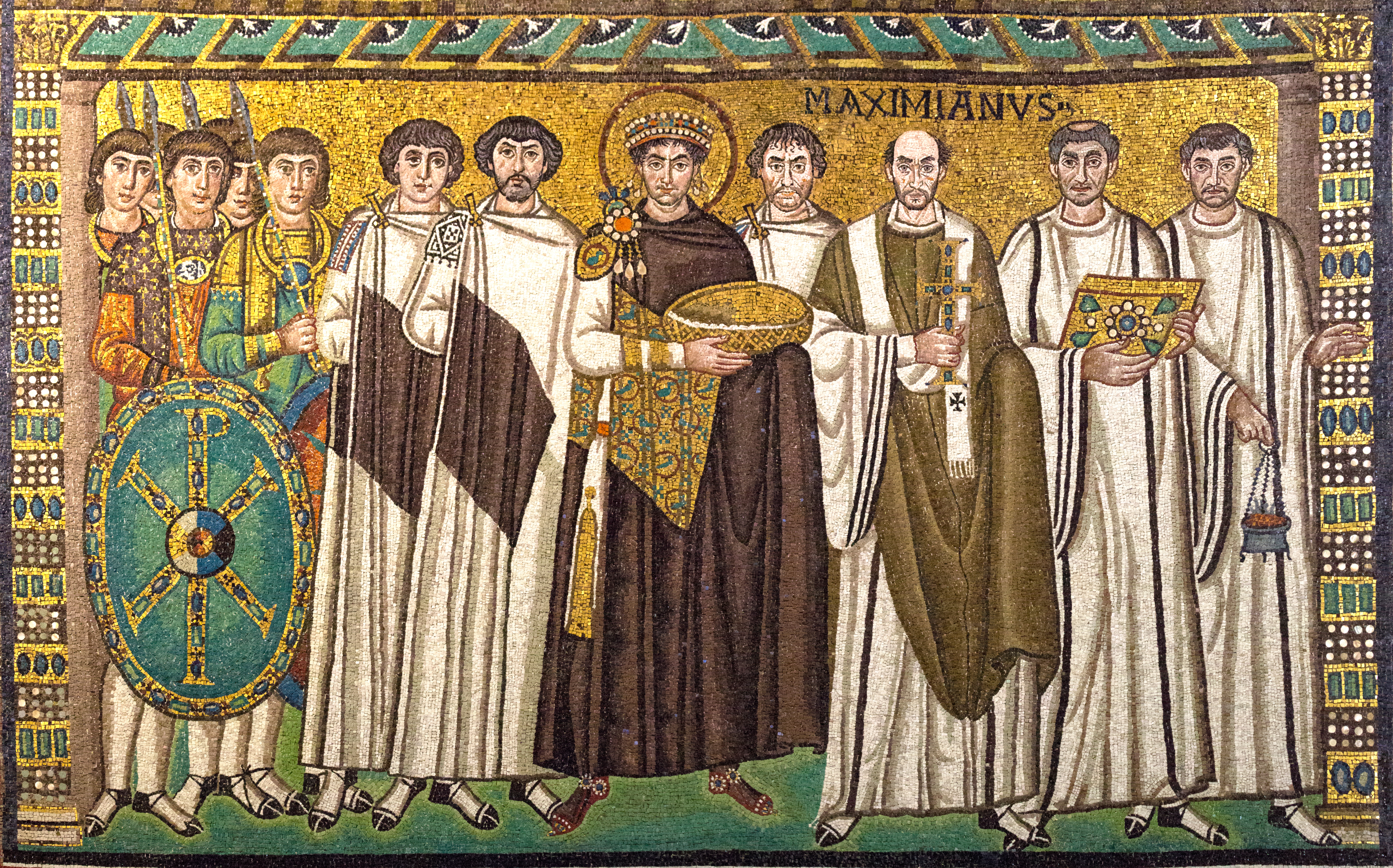
Ravennai mozaik. I. Justinianus a San Vitale templom püspökének, Maximianusnak szánt ajándékát, egy aranytálat tart a kezében (547)

A Nyugatrómai Birodalom széthullása előtt a keresztény egyház már eléggé meggazdagodott a császár és a magánszemélyek adományaiból ahhoz, hogy szilárd hatalmi tényezőt jelentsen a barbár támadások által megingatott közigazgatás mellett. Az egyház nemcsak a hívek lelki szükségleteiről, hanem veszély esetén az anyagi biztonságukról is gondoskodott, ami tekintélyének további növekedését jelentette. A kezdetben egyéni akciók laza láncolataként indult szerzetesi mozgalom integrálásával az egyház további jelentőségre tett szert a gyakorlati életben: az Isteni szolgái (servi Dei) gyógyítottak, tanácsot adtak, és pártatlan döntőbírák voltak. Ugyanakkor a kolostorokban kialakított könyvtárak és másolóhelyek a kultúra központját is jelentették.
Európa legrégibb kolostora (Lérins-apátság) már 410-ben, a szűken vett középkor kezdete előtt megalakult, az alapítások nagy száma azonban a 6. század végére – 7. század elejére esik: Monte Cassino (Nursiai Szent Benedek, 529), Skellig Michael (588), Bobbio (Szent Kolumbán, 595), Sankt Gallen (Szent Gál, 613).
A korai középkor a nagy hittérítések kora is: Nagy Gergely pápa szerzeteseket küldött Angliába, majd angol szerzetesek (Szent Bonifác és Willibrod) indulnak a germánok megtérítésére. A keresztény egyház megerősödésének folyamatában a barbár királyok rendre felvették a katolikus vallást, először I. Klodvig, a száli frankok királya, valamikor 496 és 507 között, majd I. Æthelberht kenti király, majd 627-ben a northumbriai Eadwine. A kor egyházi írói ezeket a megtéréseket Nagy Konstantinéhoz hasonlították, mivel ez az aktus az egyház és állam szoros együttműködéséhez vezetett.

## Érett középkor (11–14. század)
Főbb események:
- Nagy egyházszakadás
- Szent Római Birodalom (Német-római Birodalom)
- Feudalizmus
- Az invesztitúraharc elmélyülése
- A pápaság felemelkedése, fénykora
- Keresztes háborúk
- Eretnekmozgalmak
- Az inkvizíció létrejötte
- A mongol világbirodalom létrejötte
- Az Oszmán Birodalom születése
- A fekete halál (pestisjárvány)

Magyarságː
- Államalapítás és a kereszténység felvétele
- Árpád-ház
- Tatárjárás
- Anjou-ház

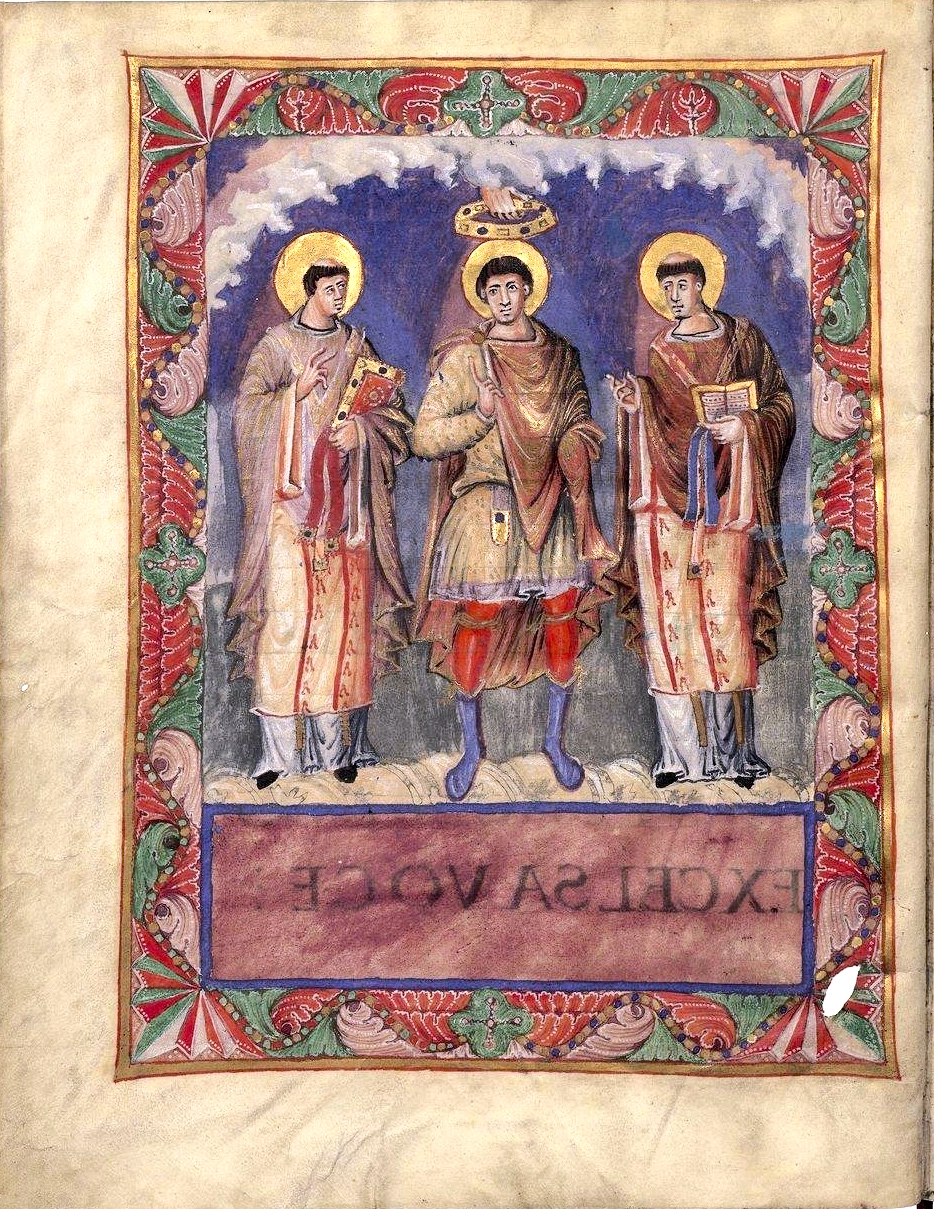
Nagy Károly ábrázolása I. Geláz és I. Gergely pápákkal (870 körül)

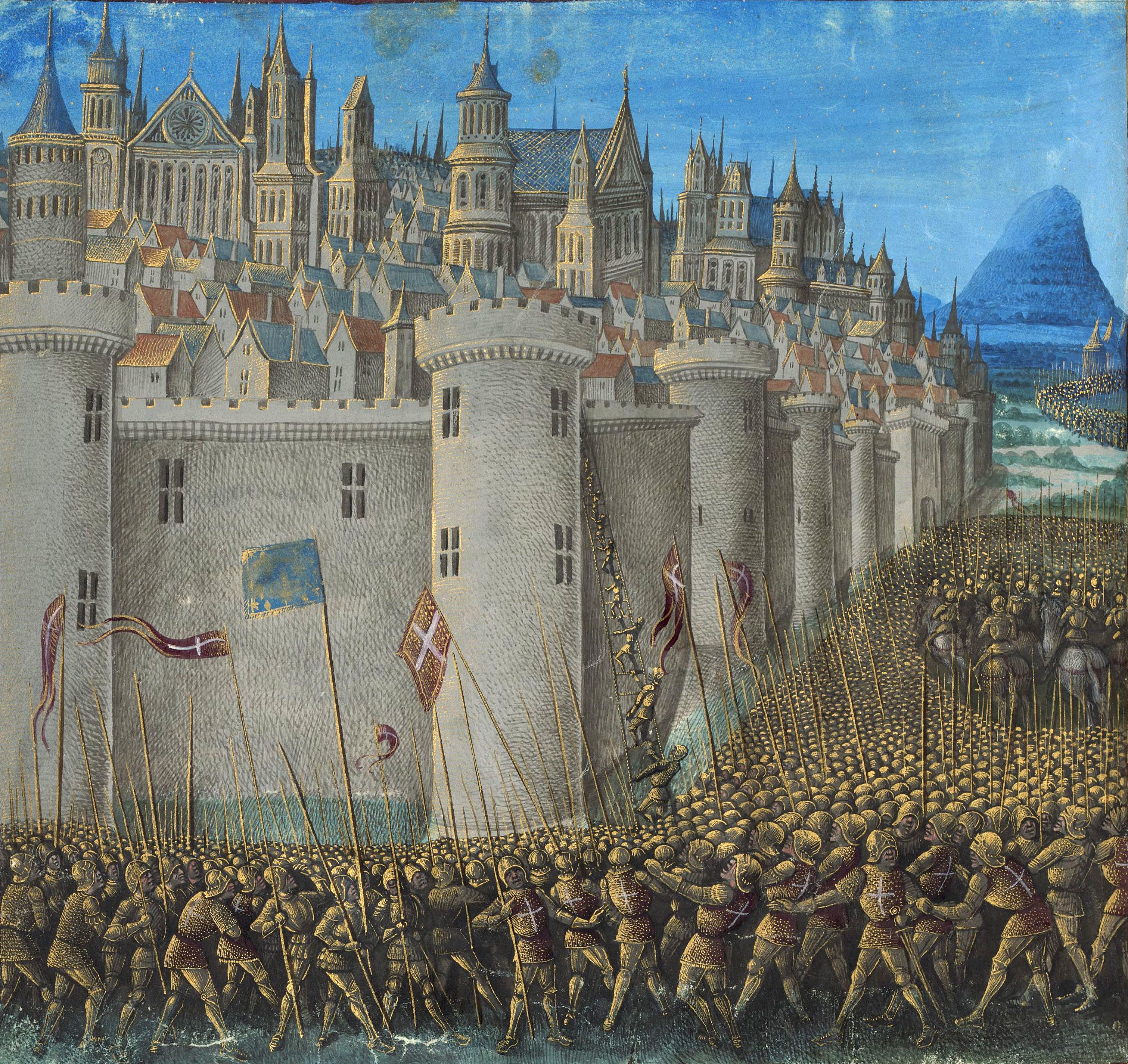
Antiókhia ostroma, 1490

A 11. századtól megnőtt Nyugat-Európa stabilitása. A népvándorlás a mongolok hadjáratait leszámítva megszűnt. A nyugat-európai keresztény királyságok katonailag megerősödtek. Az új kelet-európai és észak-európai államok uralkodói szintén felvették a kereszténységet, így a legtöbb eddig pogány törzs is beilleszkedett Európába.
A 11. századi nagy egyházszakadás következtében végleg elkülönült egymástól a kereszténység két nagy ága: a római pápa által irányított katolikus egyház vallási hatalma Európa nagyobb részére terjedt ki, míg a keleti ortodox egyház a pátriárkák vezetésével elsősorban a Kis-Ázsiára és a Balkán-félsziget egy részére kiterjedő Bizánci Birodalomban, valamint Kelet-Európa néhány fejedelemségében uralkodott. A nyugati kereszténységen belül a kialakuló pápai állam és Német-római Birodalom területegyesítő törekvései a két hatalom küzdelmét eredményezték (invesztitúraharc). A konfliktus a két fél megegyezésével és szövetségével zárult, amelyben a pápa megerősítette a keresztény országok egyházai fölötti korlátlan hatalmát. Ezenkívül a nyugati keresztény államok nagyobb egységét eredményezték a 12. században meginduló közös keresztes hadjáratok is, amelyek során a szövetkezett európai uralkodók elfoglalták a közel-keleti Palesztinát az araboktól, és ott több mint egy évszázadon át fennálló keresztény államot alapítottak (Jeruzsálemi Királyság).
Itáliában és Flandriában területi függetlenséget élvező szabad városok fejlődtek ki. Ahogy az utazással járó veszély csökkent, a kereskedelem ismét fellendült, és a gazdaság fejlődésnek indult Európában. Politikai szempontból a haladó középkor a földrész nagy részén fokozatosan elterjedő hűbéri rendszer (feudalizmus) jegyében telt. A 14. század elejére a legtöbb országban erős centralizáció, központosított királyság épült ki.
Az Ibériai-félszigeten az arab fennhatóságú városok visszahódítása zajlott. Ennek egyik következményeként a keresztény világ hozzáférhetett a nagy műveltségű muszlim uralkodók (kalifák) könyvtáraihoz és az arab kódexmásolóknak köszönhetően ott megőrzött klasszikus ókori irodalomhoz és filozófiához.
A 12. századtól kialakultak a nagyobb Európai városokban az első egyetemek, főként a papság oktatása céljából. Az írástudók száma növekedett, és fejlődtek a művészetek: a szobrászat, a zeneművészet, az építészet. Hatalmas katedrálisok épültek szerte Európában, először a román, majd később a dekoratívabb gótikus stílusban.
A szellemi fejlődés a vallási megújulás igényét is magával hozta. Megjelentek az első eretnekmozgalmak. Egyes vallási közösségek, amelyek a Jézus tanítása szerinti életet hirdették, megmenekültek az üldöztetéstől. Így például a pápa szentesítette Szent Ferenc és Szent Domonkos mozgalmát, és az ezekből létrejövő szerzetesrendek a korszak egész szellemi életére nagy hatást gyakoroltak.

## Késő középkor (14–15. század)
Főbb események:
- Timur Lenk nagy birodalmat épít ki Ázsiában
- A százéves háború a franciák és angolok között
- Bizánci Birodalom bukása
- Az Oszmán Birodalom megszilárdulása és hódításai
- Konstanzi zsinat
- Huszita háborúk
- Rózsák háborúja, 30 éves polgárháború Angliában
- Gutenberg feltalálja a könyvnyomtatást
- A Spanyol Királyság és a Portugál Királyság felemelkedése
- Amerika felfedezése
- Közép-Amerikában az Azték Birodalom, Dél-Amerikában az Inka Birodalom virágzása.
- A "kis jégkorszak" kezdete

Magyarság
- Mátyás király, a középkori magyar állam fénykora
- Magyar–török háborúk kezdete

### A középkori Európa válsága

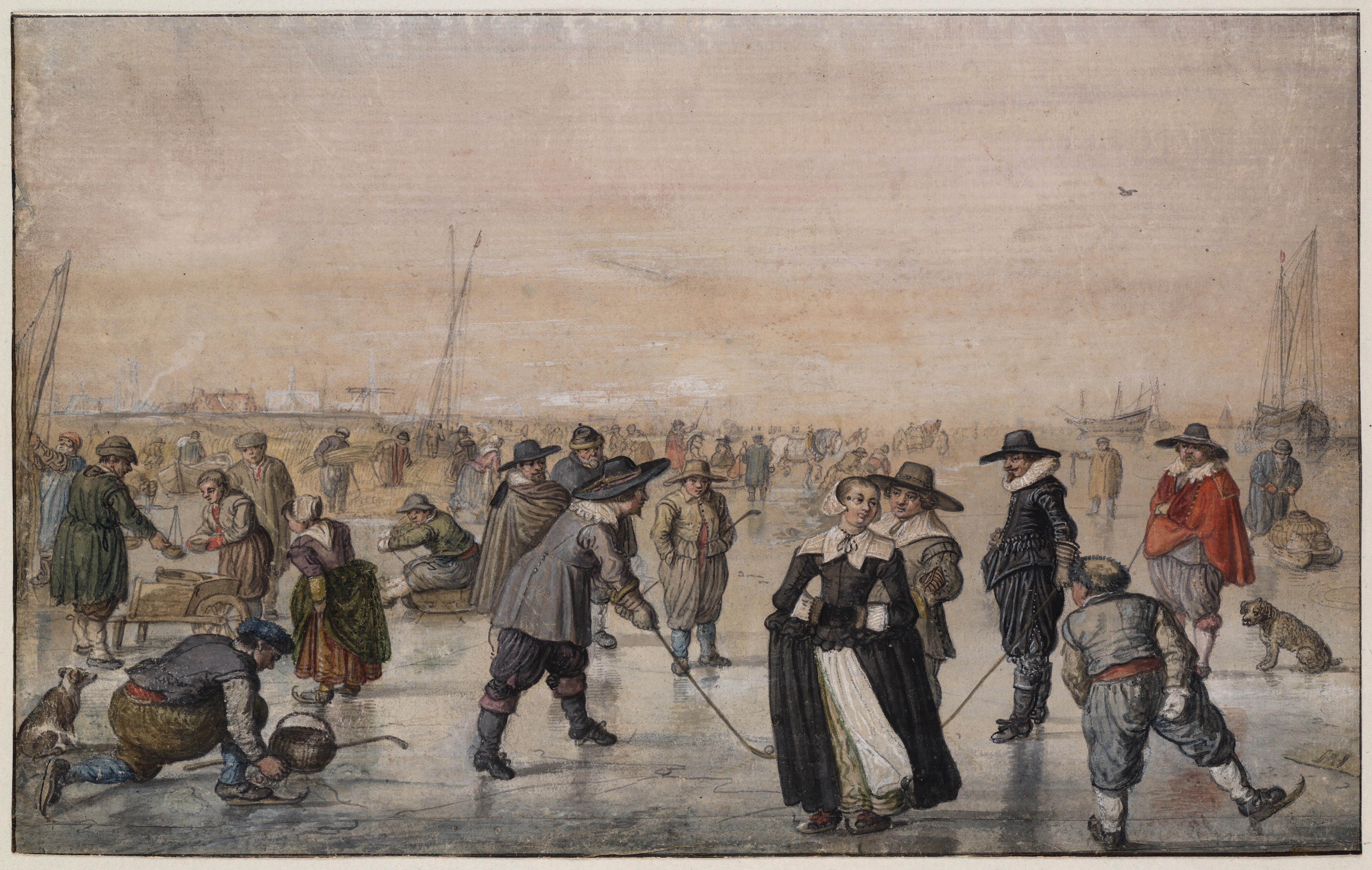
Jelenet a jégen, 15. század, Európa éghajlata hidegebbre fordult, beköszöntött a kis jégkorszak

A 14. század hanyatlást hozott, aminek több eltérő oka volt. Az egyesülő gazdaságban a 11. század óta tartó enyhe inflációs folyamat után bekövetkezett az első gazdasági visszaesés. A hosszú középkori meleg korszak után Európa éghajlata is hidegebbre fordult, beköszöntött a kis jégkorszak. Európa népességének harmadát ragadta magával a 14. század közepén kitört fekete halál (pestis) különösen a népesebb városokban, a fejlődés központjaiban. A katasztrófa hirtelen véget vetett a megelőző egy-két évszázadban megindult intenzív változásoknak, amelyek csak jóval később, a kora újkorban tudtak új erőre kapni.
A politikai életet növekvő zűrzavar jellemezte, az európai népeket a királyságok közti parttalan háborúk gyengítették, mint például a százéves háború. Mindezt tetézték az első nagy parasztfelkelések pusztító társadalmi következményei, valamint az eretnekek kegyetlen üldözése.
A középkori társadalmi rendszert végül a pestisjárvány, az ezt követő nagy éhínség, az ismétlődő háborúk és népfelkelések együttesen sodorták válságba.

### Az újjászületés évszázada

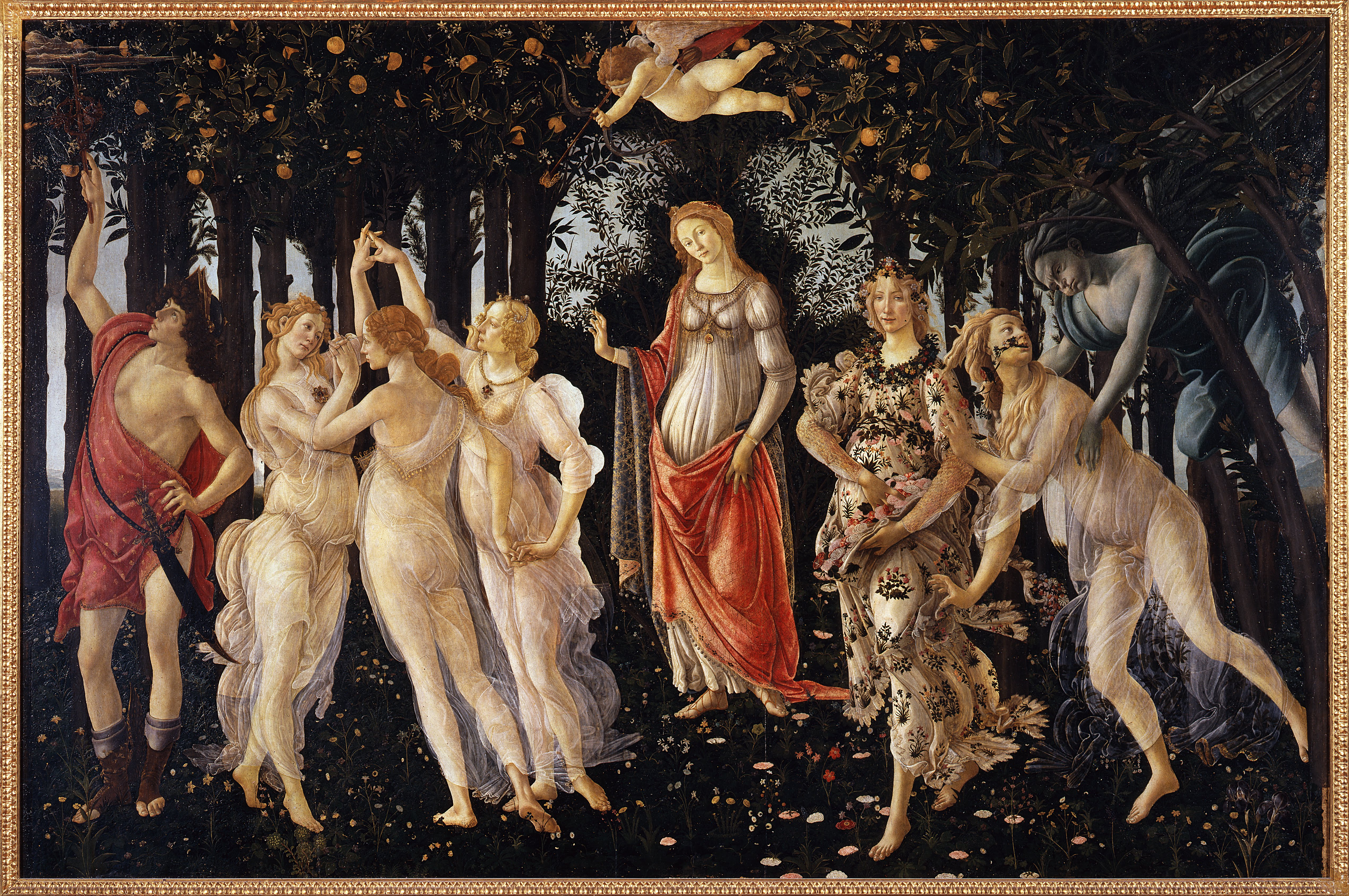
Sandro Botticelli: La Primavera, 1481–1482

Az előző század drámai emberveszteségei a 15. században az európai gazdaság és társadalom radikális újjászervezését eredményezték. A városokban a kereskedelem és az ipar új területei indultak növekedésnek, mint például a textilkereskedelem, a gyapjúszövés, a banki szolgáltatások és a fegyverkereskedelem. A százéves háború idején ugyancsak komoly fejlődésnek indult a vasércbányászat és a fegyvergyártás.
A városi polgárság eredeti tőkefelhalmozása és a megnövekedett termelékenység a nyugat-európai társadalmak többi rétegére is hatást gyakorolt. A felgyorsult kereskedelem lehetővé tette a földesurak számára, hogy fokozatosan túllépjenek az uradalmi gazdaságon, ezért felrúgva a hagyományokat elkezdték kirekeszteni a parasztokat a közös birtokokról.
Az elégedetlenség népfelkelésekhez vezetett, emiatt az uralkodók növelték a katonaság létszámát és hatalmuk központosítására törekedtek. Egyes uralkodók, mint például XI. Lajos, a „pókkirály”, a centralizáció elvét felhasználva minden alkotmányos korlátozást félredobtak, és teljesen önkényesen gyakorolták a hatalmat.
A 15. század Itáliában a humanizmus és a reneszánsz korszaka. A városi polgárság felemelkedése a szellemi, gazdasági és társadalmi újjászületés igényét hozta létre. Maga a reneszánsz (olasz rinascimento) kifejezés is „újjászületést” jelent (a mintának tekintett antik civilizáció újjászületése értelmében). A 16. századtól a reneszánsz tovább terjedt Európa jelentős területein.
A korszak meghatározó eseménye volt az Oszmán Birodalom térhódítása Európában. A Bizánci Birodalom megdöntése és Konstantinápoly 1453-as elfoglalása után a török szultánok egymás után igázták le a balkáni országokat, és előrenyomulásuk már Közép- és Dél-Európa valamennyi országa számára közvetlen fenyegetést jelentett.

## Mikor ért véget a középkor?

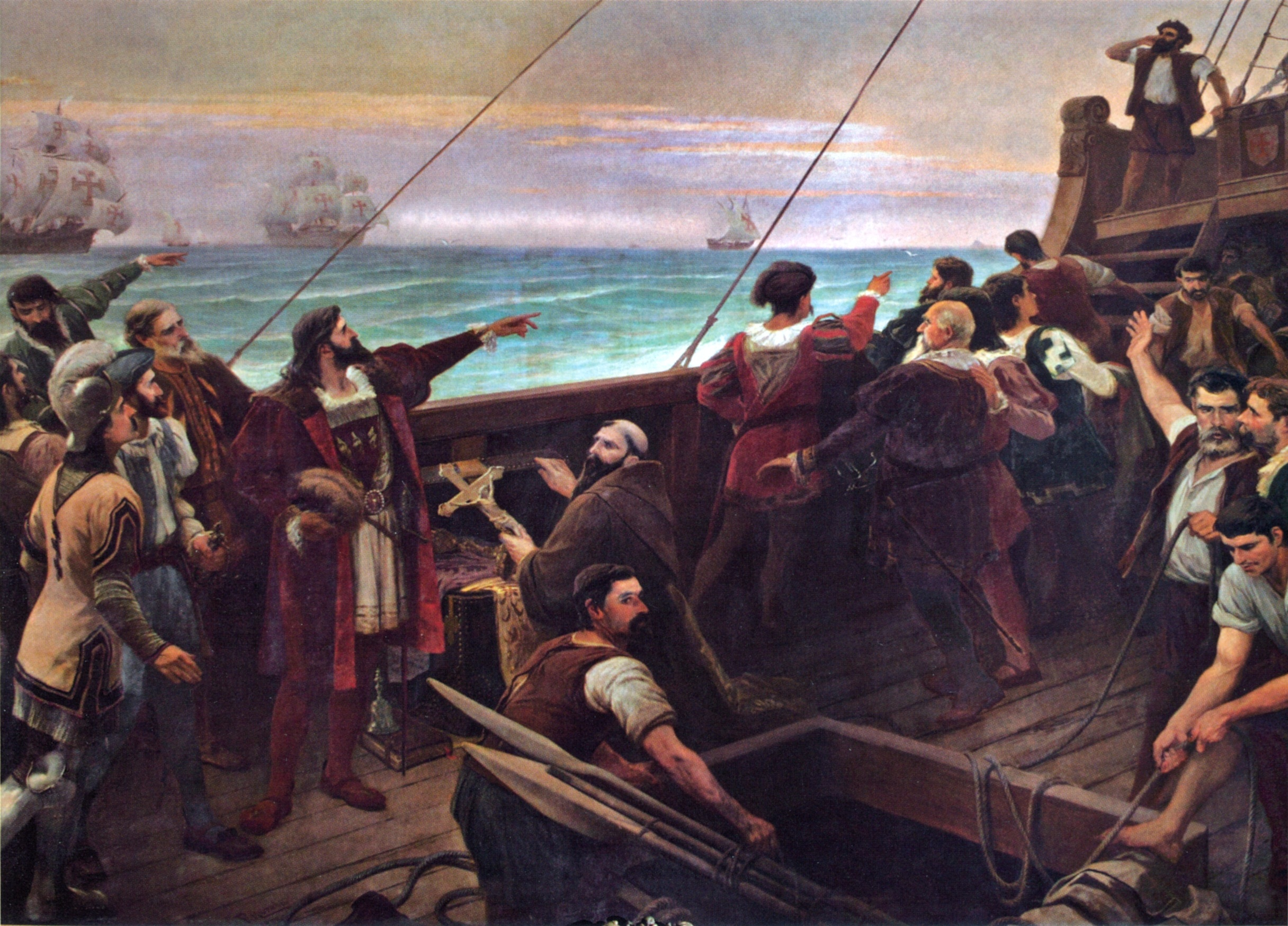
Francisco Aurélio de Figueiredo e Melo: Pedro Álvares Cabral 1500. április 22-én felfedezi Brazíliát

A különféle nézetek a 14–17. század közötti időpontot mondanak erre. A ma nyugaton legelfogadottabb nézet 1500-ban jelöli meg általában a határt. Ez egy pontos év, önkényes kicsit, de ezen év körüli évtizedekben zajlottak le azok az események, amelyek a világrend teljes megváltozásához, azaz új korszakhoz vezettek. Afrika portugálok általi megkerülése a Jóreménység fokánál, Amerika felfedezése és meghódítása, majd Magellán Föld körüli útja során Amerika megkerülése a Horn-foknál megnyitotta az óceáni kereskedelmi utakat. Megindult a fűszer, arany, ezüst és a gyarmatáruk Európába áramlása európai kereskedők által. Európa gazdasága és hatalma felemelkedett, és az újkorban a világ vezetőjévé vált. A korábban leggazdagabb keleti hatalmak lehanyatlottak. A tudományos és kulturális vezető szerep is Európáé lett Kína és az iszlám helyett. Ehhez hasonló világméretű átrendeződés utoljára a 6. században volt.

## Technika

### Európában
A középkori technika Nyugat-Európában a 6. és 15. század között, a feudalizmus keretében alakult ki. Előzménye a Római Birodalom műszaki kultúrája, a népvándorlás, valamint a Közel- és Távol-Kelet népeinek (az arabok által közvetített) technikája.
A római örökségből származik a vízimalom, a nória, a boltív, a vaskohászat technikája, a még évszázadokon át használt úthálózat és vízvezeték (aquaduct) rendszer.
A barbár népektől származik a nehéz eke, a szügyhám, a nyereg. A nehéz eke volt az, ami forradalmasította a mezőgazdaságot.
Az araboknak köszönhető a vegyészeti ismeretek és az antik mérnökök műveinek megőrzése mellett a Belső-Ázsiából származó kengyel, a távol-keleti selyem- és pamut-technika, a papírgyártás, a fonókerék.
Saját európai fejlesztés eredménye a bütykös tengely feltalálása, ami a sokszerszámos munkagép létrejöttét is megalapozta. Ez tette lehetővé az őrlőmalom elvének átvitelét a fűrész-, kalló- és egyéb malmokra is. Az árapályt, illetve a szélenergiát kihasználó malmokon és az energiahordozók (kőszén) alkalmazásán túl az erőátvitel új eszközei is meghonosodtak (forgattyús és zsinórhajtás).
Tökéletesítették a közlekedési eszközöket. Fontosabb találmányok: a hajó tatkormánya, a kocsi forgózsámolya. Jelentős találmányok voltak az anyagmegmunkáló szerszámok (lábítós, eszterga), a szemüveg, a homokóra, továbbá az első, mai értelemben vett műszerek (analitikus mérleg, mechanikus óra), a programozott automaták (pl. harangjáték).
Az ipari forradalmat megelőzte az olasz cérnázó malom (13. század), amelyben több száz orsót szolgált ki egy munkásnő. Ebben az időben készült az első méretarányos térkép. A korszak utolsó nagy vívmánya a könyvnyomtatás feltalálása volt.
Bizonyos találmányok technikáját pedig máig sem sikerült megfejteni, ilyenek a görögtűz, a viking kardok, vagy éppen a Costa Rica-i kőgolyók.

## Kapcsolódó irodalom
- Geary, Patrick J.: A nemzetek mítosza. Európa népeinek születése a középkorban (ford. Duró Gábor), Atlantisz Könyvkiadó, Budapest, 2014 (Circus Maximus), ISBN 9789639777330
- Le Goff, Jacques: Európa születése a középkorban (ford. Sujtó László), Atlantisz Könyvkiadó, Budapest, 2008 (Európa születése), ISBN 9789639777033